# Yvonne de Gaulle
Yvonne de Gaulle, nascuda Yvonne Charlotte Anne Marie Vendroux (Calais, 22 de maig de 1900 - París, 8 de novembre de 1979), va ser l'esposa del General Charles de Gaulle, president de França del 1959 al 1969. Era anomenada afectuosament Tante Yvonne ("tia Yvonne").
Nascuda dins una família de Calais originària de la Borgonya, els seus avantpassats eren rics productors de tabac d'origen holandès, els Van Droeg, afrancesats més tard com a Vendroux, que van haver d'abandonar els Països Baixos a causa de la conquesta de la seva terra per part de Guillem III d'Orange per repel·lir l'avanç de Lluís XIV. Un avantpassat d'Yvonne es va casar més tard amb una dona de Calais, al començament de la Revolució Francesa, donant lloc a la línia francesa de la família.
El seu pare, Jacques Vendroux (1868-1931), era el president del consell d'administració d'una fàbrica de galetes. La seva mare, Marguerite Forest (1875-1933), prové d'una família de notaris de les Ardenes i va ser la sisena dona a França a obtenir el permís de conduir. El germà gran Jacques (1897-1988) va ser el batlle de Calais del 1945 al 1973. El germà petit Jean (1901-1956) va tenir set fills i va morir als 55 anys en un accident de trànsit i també va tenir una germana menor anomenada Suzanne (1905-1980).
Yvonne es va casar amb Charles De Gaulle el 7 d'abril de 1921 i varen tenir tres fills: Philippe de Gaulle (1921), Elisabeth de Gaulle (1924 - 2013) i Anne de Gaulle (1928-1948, nascuda amb la síndrome de Down).
La família va residir a la finca La Boisserie de Colombey-les-Deux-Églises fins a l'esclat de la Segona Guerra Mundial, quan es van haver de traslladar a Londres. De retorn a França el 1948, en memòria de la seva filla Anne, que va morir prematurament, Yvonne de Gaulle va crear la Fondation Anne-de-Gaulle, una fundació per a nens amb discapacitat mental al Château de Vert-Cœur a Milon-la-Chapelle (Yvelines). Juntament amb el seu marit, va escapar d'un atemptat el 22 d'agost de 1962, quan el seu Citroën DS va ser objectiu del foc de metralladores per part de Jean Bastien-Thiry a Petit-Clamart.
El 1963, l'acordionista René Saget va gravar una peça musical anomenada Le tango de Tante Yvonne, que va vendre 10.000 exemplars. A la seva mort, el 1979, va ser enterrada al cementiri de Colombey junt al seu marit i al costat de la seva filla.